# În orașul „S”
În orașul „S” (titlul original: în rusă В городе С., transliterat: V gorode S.) este un film dramatic sovietic, realizat în 1967 de regizorul Iosif Heifiț, după povestirea «Ионыч» (transliterat: Ionîci) a scriitorului A. P. Cehov, protagoniști fiind actorii Andrei Pavlov, Anatoli Papanov, Nonna Terentieva și Lidia Ștîkan.
Premiera filmului în Uniunea Sovietică a avut loc la 29 mai 1967.

## Conținut
Filmul prezintă moartea lentă a sufletului unui tânăr doctor care a ajuns în orașul provincial „S”. Tânărul doctor a ajuns în acest oraș promițător și plin de aspirații. Dar de-a lungul anilor, toate visele se evaporă, iar speranțele sunt spulberate. Imaginea orașului în sine - cimitirul - este simbolică. Opoziția este eternă între valorile materiale și a cele spirituale.

## Distribuție
- Andrei Pavlov – Anton Cehov
- Anatoli Papanov – Dmitri Ionovici Starțev (Ionîci)
- Nonna Terentieva – Ekaterina Turkina
- Lidia Ștîkan – Vera Turkina, mama lui Ekaterina
- Igor Gorbaciov – Ivan Turkin, tata lui Ekaterina
- Aleksei Batalov – Șergov
- Aleksandr Borisov – Puzîriov
- Grigori Șpighel – avocatul Losev
- Evgheni Șutov – Panteleimon
- Olga Aroseva – Maria Cehova
- Leonid Bîkov – vizitiul
- Vladimir Volcik – bețivul
- Olga Gobzeva – profesoara
- Ivan Krasko – scriitorul
- Panteleimon Krîmob – Andriușa
- Vera Lipstok – soția unui pacient
- Liubov Malinovskaia – Anfisa
- Nina Mamaeva – soția lui Puzîriov
- Iuri Medvedev – dr. Sveșnikov
- Gitana Leontenko – acrobată
- Aleksandr Orlov – un muzicant de stradă
- Valentina Pugaciova – sora medicală
- Iia Savvina – doamna cu cățelul (Cameo)
- Nikolai Sergheev –un mojic bolnav

## Lansare
A fost lansat în anul 1967 și a avut parte de succes comercial, fiind vizionat de 8,8 milioane de spectatori în cinematografele din Uniunea Sovietică.